# Eisen-Birke
Die  Eisen-Birke (Betula schmidtii), Eisenbirke oder Schmidts Birke ist ein mittelgroßer Baum aus der Gattung der Birken in der Familie der Birkengewächse (Betulaceae). Das Verbreitungsgebiet liegt in Japan, Korea, China und im Osten Russlands.

## Beschreibung

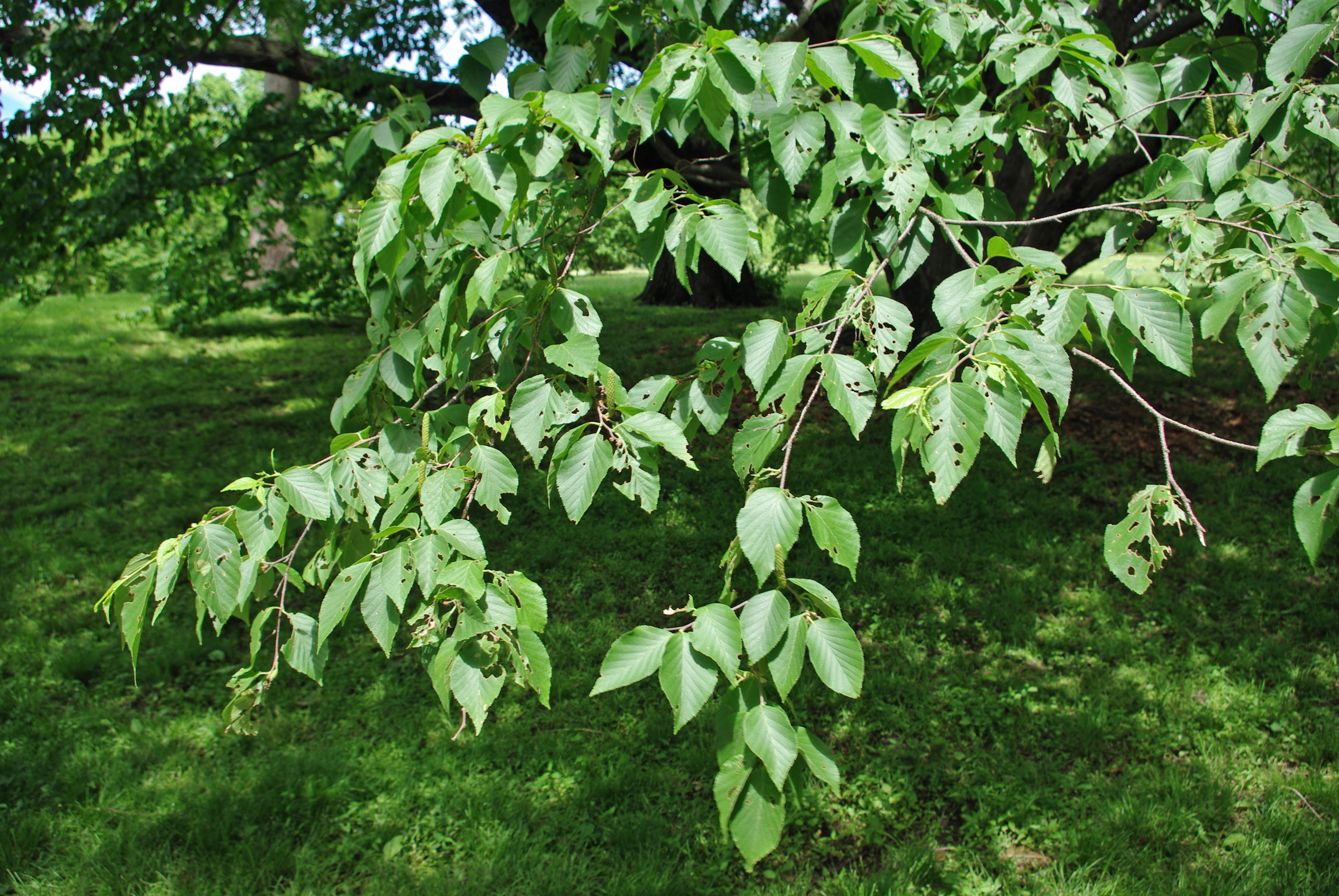
Laub

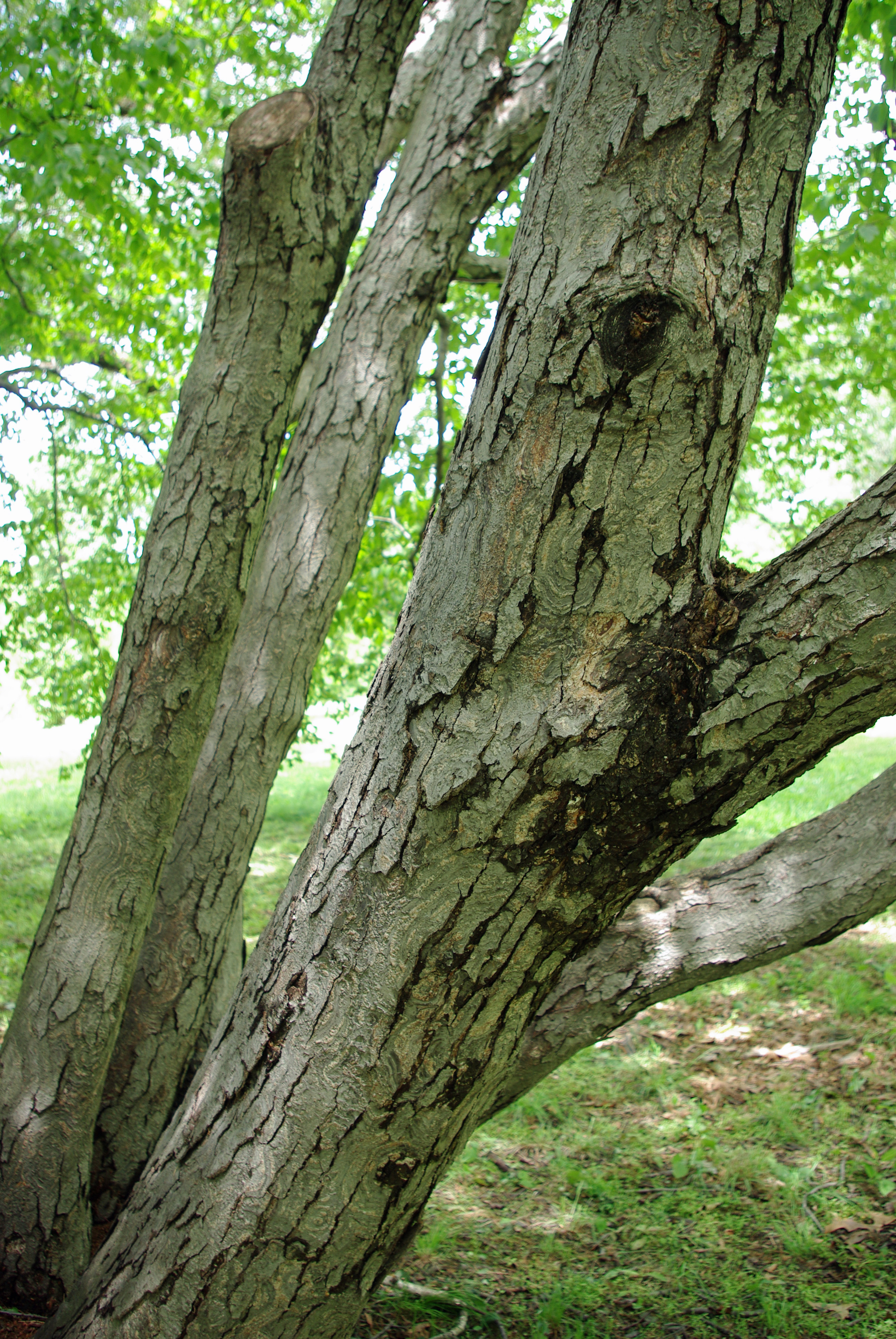
Stamm

Die Eisen-Birke ist ein bis zu 30 Meter hoher, dickastiger und hartholziger Baum mit schwarzer bis dunkelbrauner Borke, die in kleine, dicke Platten gespalten ist. Die warzigen, rötlich braunen Triebe sind anfangs drüsig behaart, verkahlen jedoch später. Die Blätter sind eiförmig, 4 bis 8 Zentimeter lang und 2,5 bis 4,5 Zentimeter breit, spitz mit abgerundeter bis breit keilförmiger Basis und einem fein und unregelmäßig gesägten Rand. Die Blattoberseite ist hellgrün und anfangs leicht behaart, die Unterseite ist bleibend angedrückt behaart. Je Blatt werden 9 bis 11 Nervenpaare gebildet. Der behaarte Blattstiel ist etwa 4 bis 8 Millimeter lang. Die weiblichen Blütenstände sind aufrecht stehende, 2,5 bis 3 Zentimeter lange, verkehrt-eiförmige bis zylindrische Kätzchen, die meist allein, selten in Zweiergruppen wachsen. Die Fruchtschuppen sind bewimpert, die Zipfel linealisch. Die Früchte sind eiförmige, leicht behaarte Flügelnüsse, die etwa 2 Millimeter lang und 1,5 Millimeter breit werden. Der Flügel ist schmal.
Die Art blüht im Juni und fruchtet von Juli bis August.
Die Chromosomenzahl beträgt 2n = 56.

## Verbreitung und Ökologie
Das Verbreitungsgebiet liegt in der Region Primorje in Russland, in den chinesischen Provinzen Jilin und Liaoning, auf der japanischen Insel Honshū und in Nordkorea. Dort wächst sie in gemäßigten, artenreichen Wäldern, in Höhen von 700 bis 800 Metern, auf nährstoffreichen, mäßig trockenen bis frischen, schwach sauren bis alkalischen Böden an sonnigen bis lichtschattigen Standorten. Es handelt sich um robuste Bäume, die auch in Städten verbreitet sind. Sie vermeiden jedoch sandige und tonige Böden. Die Art ist meist frosthart.

## Systematik und Forschungsgeschichte
Die Eisen-Birke (Betula schmidtii) ist eine Art aus der Gattung der Birken (Betula) in der Familie der Birkengewächse (Betulaceae). Die Erstbeschreibung erfolgte 1865 durch Eduard August von Regel im Bulletin de la Société Imperiale des Naturalistes de Moscou. Moscow. Der Artname (Epitheton) bezieht sich auf den baltisch-russischen Geologen und Botaniker Friedrich Schmidt.

## Verwendung

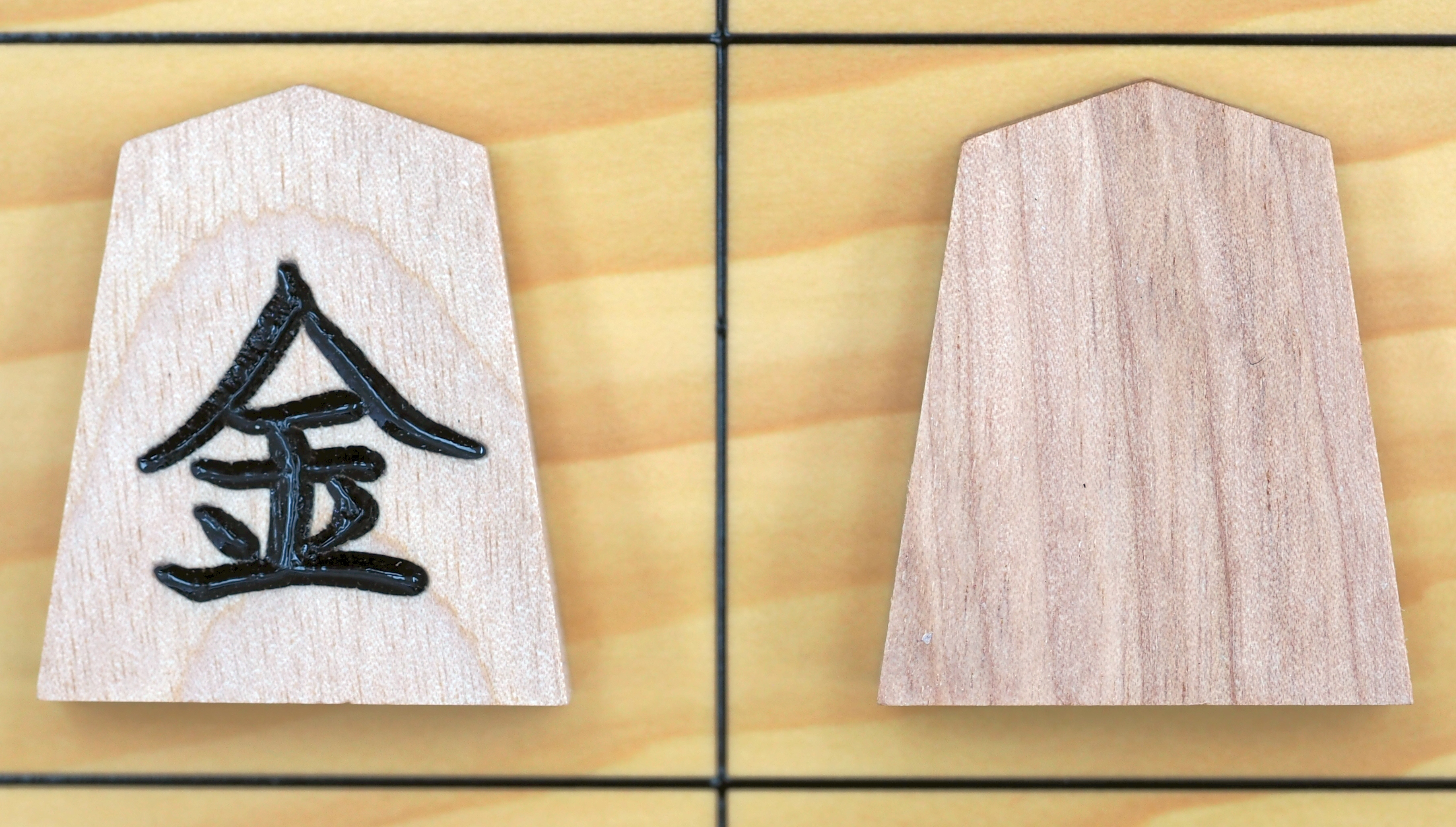
Shōgi-Spielsteine aus ono-ore (Holz der Eisen-Birke), auf einem Spielbrett aus Hyuga Kaya

Das Holz ist dicht, sehr schwer (selbst trocken übersteigt sein spezifisches Gewicht 1 g/cm³), mit schwach ausgeprägten Jahresringen, oft schräg und verdreht. Es bildet nur selten Risse. Seine Farbe ist frisch geschnitten rosa-grau und bei Lagerung im Wasser dunkler. Es gilt als das festeste Holz aller fernöstlichen Arten und ist stärker als Buchsbaum, vergleichbar mit Eisenholz. Es lässt sich ausgezeichnet polieren.
In Korea wurde es beispielsweise für Wagenräder und -speichen, für Kochwerkzeuge und auch für Mörserkugeln verwendet. 
Im Japanischen heißt das Holz mit Hinweis auf seine Härte 斧折 ono-ore, wörtlich „Axtbrecher“. Es wird für Shōgi-Spielsteine der mittleren Preisklasse verwendet, mit Preisen um 100–150 € pro komplettem Satz, zwischen den deutlich billigeren Spielsteinen aus Ahorn (kaede) und den wesentlich teureren Sätzen aus Japanischem Buchsbaum (tsuge).
Aus dem Holz der Eisen-Birke werden in Japan auch Kämme hergestellt, die Oroku-gushi genannt werden. Sie tragen das Siegel „offizielles kunsthandwerkliches Erzeugnis“, das vom Gouverneur der Präfektur Nagano verliehen wurde.

## Nachweise